# مجال جوي مقيد

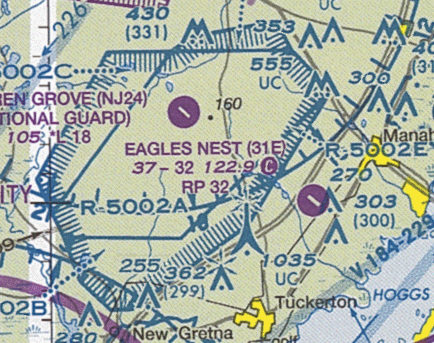
قسم من مخطط الطيران المقطعي لطبعة واشنطن 90، يُظهر المنطقة المحظورة R-5002 حول وارن جروف، نيو جيرسي

المجال الجوي المقيد (Restricted airspace) هو منطقة من المجال الجوي تستخدم عادة من قبل الجيش حيث قررت سلطات المراقبة المحلية أن الحركة الجوية يجب أن تكون مقيدة أو محظورة لأسباب تتعلق بالسلامة أو الأمن. وهي واحدة من أنواع عديدة من تسميات المجال الجوي ذات الاستخدام الخاص وهي موصوفة على خرائط الطيران بالحرف "R" متبوعًا بالرقم التسلسلي.
وفقًا لإدارة الطيران الفيدرالية الأمريكية (FAA): «تشير المناطق المحظورة إلى وجود مخاطر غير عادية، وغالبًا ما تكون غير مرئية، على الطائرات مثل إطلاق القذائف المدفعية أو المضادات الجوية أو الصواريخ الموجهة. قد يكون اختراق المناطق المحظورة دون إذن من الوكالة المستخدمة أو المسيطرة خطيرًا للغاية على الطائرة وركابها».
قد لا تكون مناطق المجال الجوي المقيدة نشطة («ساخنة») في جميع الأوقات؛ في مثل هذه الحالات، عادة ما تكون هناك جداول زمنية للتواريخ والأوقات المحلية المتاحة للطيارين تحدد متى تكون المنطقة نشطة، وفي أوقات أخرى، يخضع المجال الجوي لعملية (VFR/IFR) العادية لفئة المجال الجوي المطبقة. يتم تنشيط عدد قليل من المناطق بواسطة ناتوم؛ مثال على ذلك هو (R-2503D) فوق كامب بندلتون في جنوب كاليفورنيا، بين سان دييغو ولوس أنجلوس. يمكن أن تكون هذه المنطقة المحددة، التي تبدأ من 2000 قدم فوق مستوى سطح البحر فوق معظم جنوب معسكر بندلتون، نشطة فقط لعدد معين من الأيام في السنة، مما يسمح للطائرات الصغيرة بالتحليق في طريق مباشر بين منطقتي المترو بدلاً من تحويل مسارها بعيدًا عن الشاطئ أو في التضاريس الجبلية إلى الداخل.